# Chapelle Saint-Joseph de Marignane
Pour les articles homonymes, voir Chapelle Saint-Nicolas et Chapelle Saint-Joseph.
La chapelle Saint-Nicolas est un édifice religieux de la commune de Marignane. Elle a été rebaptisée chapelle Saint-Joseph, sur proposition du père Desplanches (approuvé en conseil municipal du 31 mars 2003).